# Bertula albipunctata
Bertula albipunctata là một loài bướm đêm trong họ Erebidae.